# 中枢
| ウィキペディアには「中枢」という見出しの百科事典記事はありません（タイトルに「中枢」を含むページの一覧/「中枢」で始まるページの一覧）。 代わりにウィクショナリーのページ「中枢」が役に立つかもしれません。 |